# Calesia zambesita
Calesia zambesita är en fjärilsart som beskrevs av Walker 1865. Calesia zambesita ingår i släktet Calesia och familjen nattflyn. Inga underarter finns listade i Catalogue of Life.